# جابي غارسيا
جابي غارسيا (بالبرتغالية: Gabi Garcia‏) هي فنانة الدفاع عن النفس برازيلية، ولدت في 17 نوفمبر 1985 في بورتو أليغري في البرازيل.

## وصلات خارجية
- جابي غارسيا على موقع شيردوغ (الإنجليزية)
- جابي غارسيا على موقع Tapology.com (الإنجليزية)
- جابي غارسيا على موقع IMDb (الإنجليزية)